# Alisa Weilerstein
Alisa Weilerstein (14 de abril de 1982) es una violochelista clásica estadounidense Recibió en 2011 una beca MacArthur.

## Vida y carrera
Weilerstein nació en Rochester, Nueva York. Empieza a tocar el violonchelo a la edad de cuatro años. Hizo su debut a los 13 años de con la Orquesta de Cleveland tocando las variaciones sobre un tema rococó de Chaikovski. Como solista ha actuado con gran número de orquestas importantes en los cuatro continentes. También está activa en música de cámara y actúa con sus padres, el violinista Donald Weilerstein, (el fundador y primer violinista del Cuarteto de Cleveland) y la pianista Vivian Hornik Weilerstein, como el Trío Weilerstein. El trío actualmente reside en el Conservatorio de Nueva Inglaterra en Boston. También interpreta música de cámara junto con el pianista Jonathan Biss.
Defensora de la música contemporánea, Weilerstein ha trabajado extensamente con compositores como Osvaldo Golijov y Lera Auerbach, así como con el compositor de Filadelfia Joseph Hallman. Interpretó el estreno en Nueva York del Concierto para violochelo "Azul" de Golijov en el Lincoln Center, durante el Mostly Mozart Festival, el estreno mundial de los 24 Preludios para violonchelo y piano de Auerbach en el Festival de Música Internacional de Caramoor, la transcripción del Op. 34 de Shostakovich, para violonchelo y piano de Auerbach en el Schleswig-Holstein Musik Festival, y el Concierto para violonchelo de Hallman con la Orquesta Filarmónica de San Petersburgo.
En 2000-2001 gana un Avery Fisher Career Grant y toca en el ECHO "Rising Stars" y Chamber Music Society II, y el programa de artistas jóvenes de la Chamber Music Society del Lincoln Center. En 2006 fue galardonada con el Premio Leonard Bernstein en el Schleswig-Holstein Music Festival. En 2011 recibe de la MacArthur Foundation una beca "genius grant".
En 2004 se graduó en la Universidad de Columbia en Nueva York con un BA en historia rusa.
Toca un violonchelo de William Forster de 1790.
Su hermano es el violinista y director Joshua Weilerstein (nacido en 1987). Está casada con el director venezolano Rafael Payare.

## Discografía
- Alisa Weilerstein & Vivian Hornik Weilerstein: Works for Cello and Piano (recording in the EMI Classics "Debut" Series) (EMI 5 73498 2)
- The Weilerstein Trio, with Donald Weilerstein (violin), Alisa Weilerstein (cello) and Vivian Hornik Weilerstein (piano): Dvořák Trios (recording from Koch International Classics) (Koch B000CC4W14)
- Joseph Hallman: Cello Concerto (St. Petersburg) (live recording of premiere performance):  Alisa Weilerstein (cello) and the St. Petersburg (Russia) Chamber Philharmonic, Jeffery Meyer, conductor and Artistic Director (jhallmanmusic 884502022742).
- Alisa Weilerstein, Czech Philharmonic Orchestra, Jiri Belohlavek (Cond.): Dvořák Cello Concerto (Decca 0289 478 5705)
- Alisa Weilerstein, Staatskapelle Berlin, Daniel Barenboim (Cond): Edward Elgar Cello Concerto op. 85, Elliott Carter Cello Concerto, Max Bruch Kol Nidrei op. 47 (Decca 0289 478 2735)
- Alisa Weilerstein Solo: Zoltán Kodály Sonata op. 8, Osvaldo Golijov Omaramor, Gaspar Cassadó Suite per violoncello, Bright Sheng Seven Tunes Heard in China (Decca 0289 478 5296)